# Парк Лубенського лісотехнічного коледжу
Парк Лу́бенського лісотехні́чного ко́леджу ім. В. Д. Байтали́ (Дендропарк Лубенського лісотехнічного коледжу) — парк-пам'ятка садово-паркового мистецтва місцевого значення в Україні. Розташований у межах міста Лубни Полтавської області, на вул. Драгоманова.
Площа 32 га. Статус надано згідно з рішенням облвиконкому № 242 від 20.06.1972 року. Перебуває віданні Лубенського лісотехнічного коледжу.
Статус надано для збереження дендрологічного парку, закладеного 1950 року. Зростає бл. 300 видів дерев і чагарників, у тому числі екзотів.

## Галерея

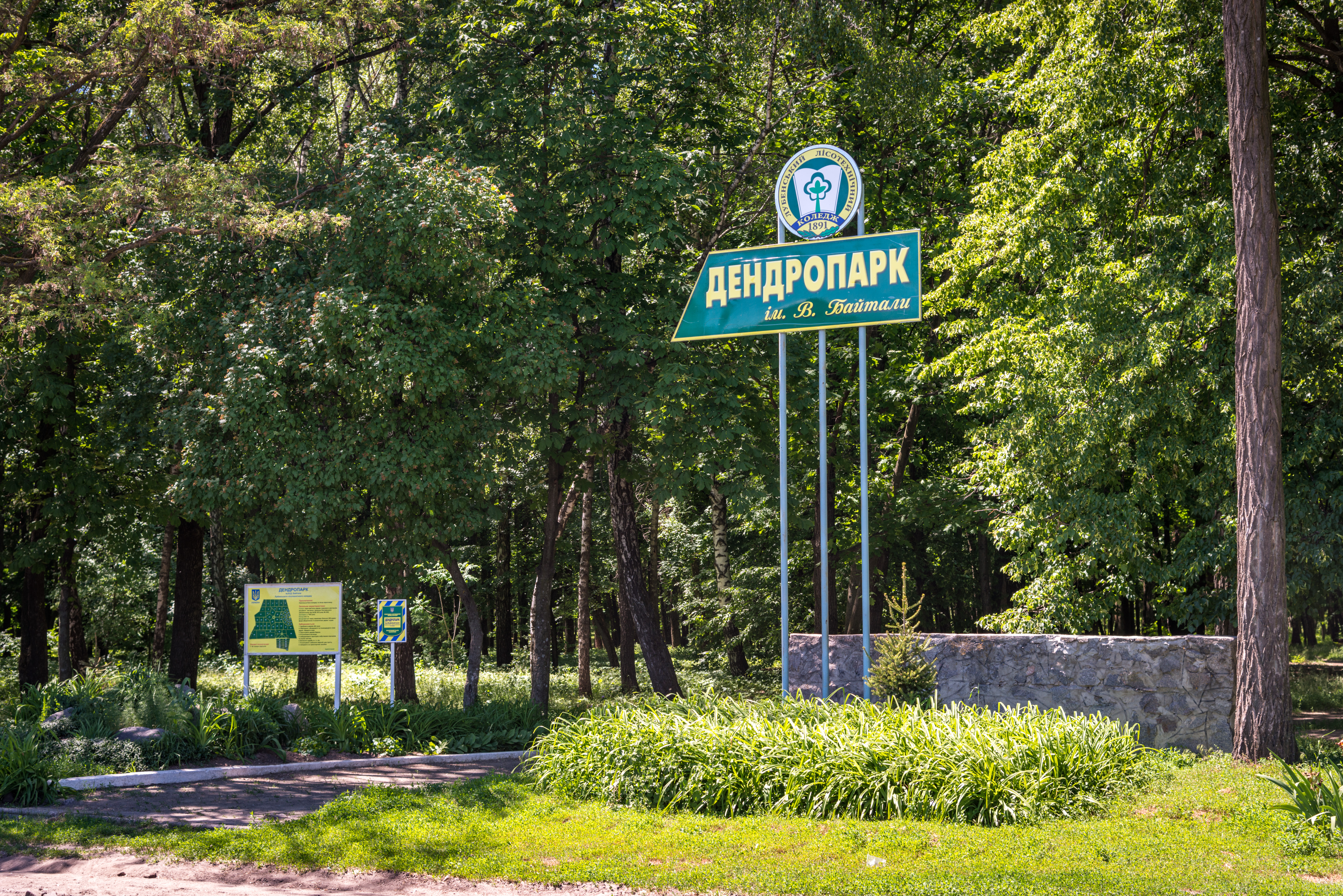
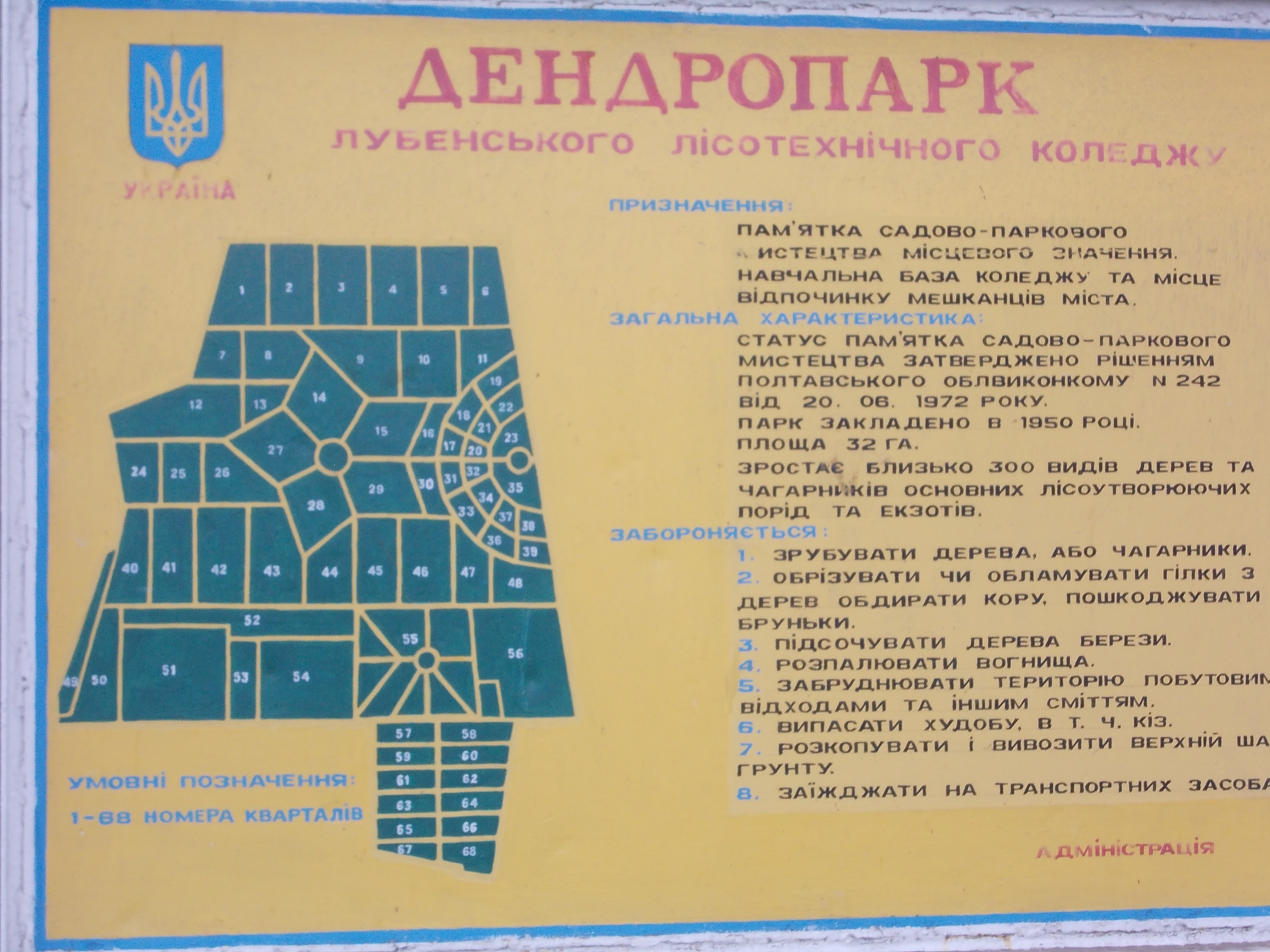
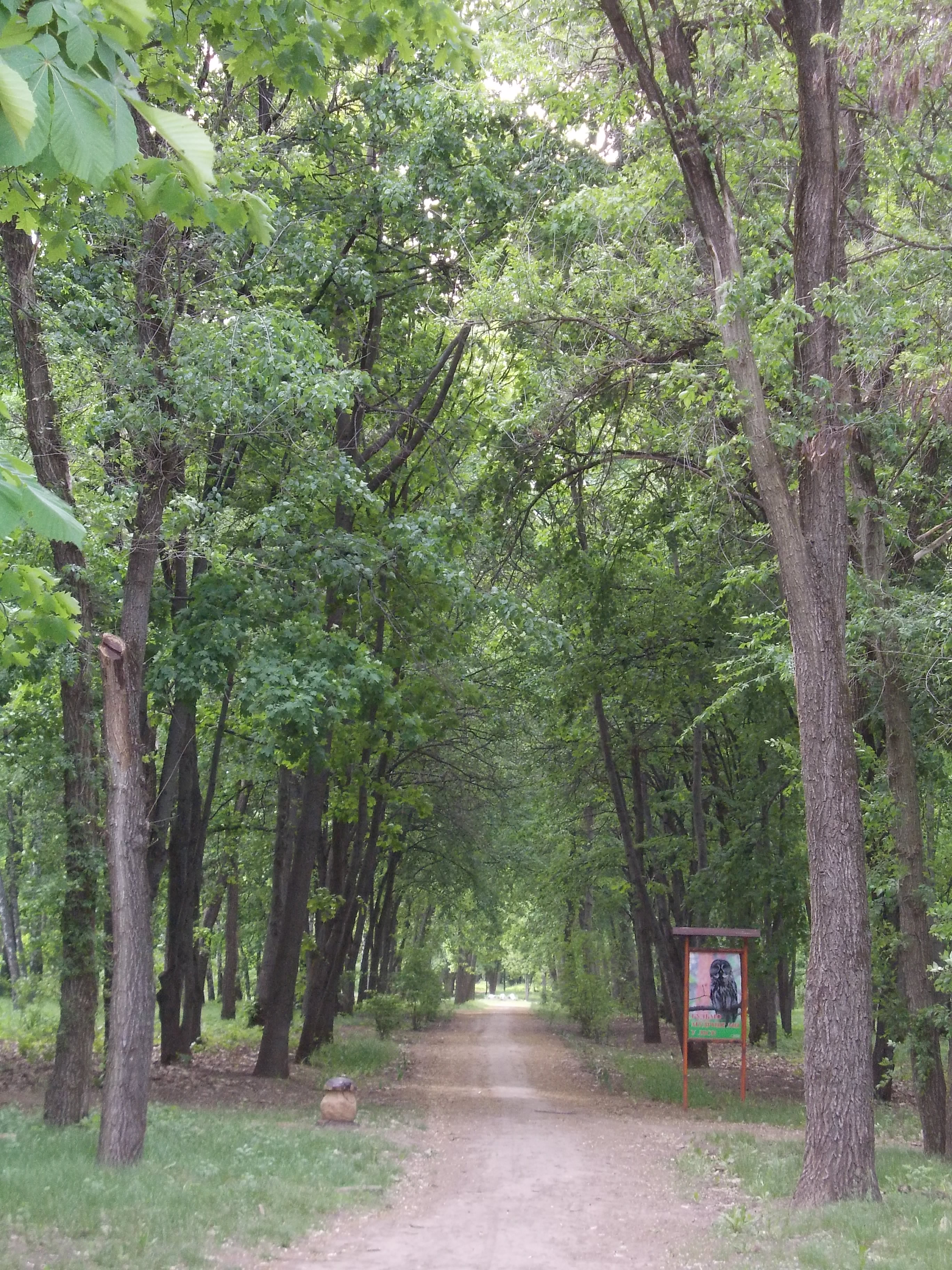
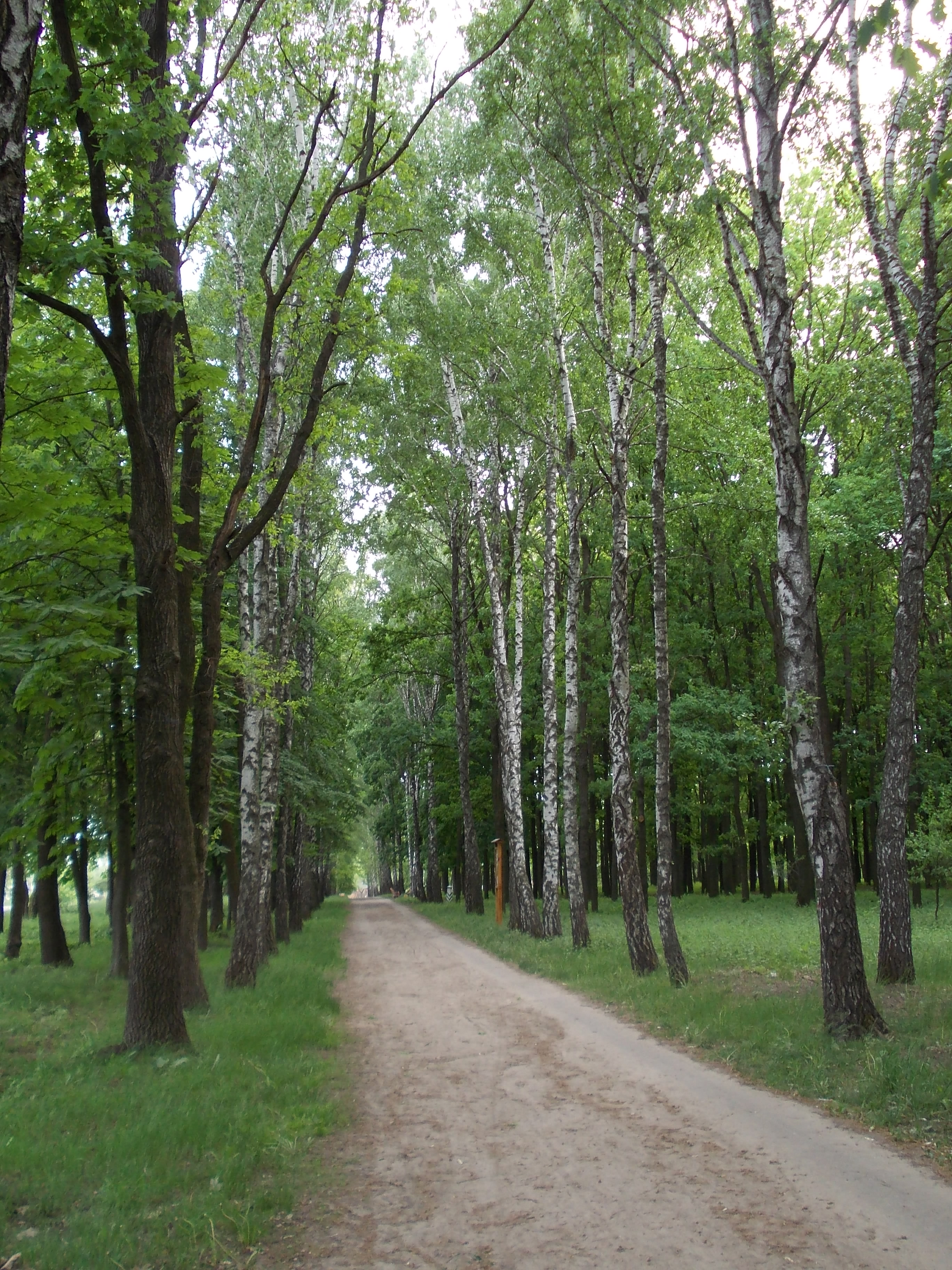